# Вулиця Олекси Тихого (Київ)
Ву́лиця Олекси Тихого — вулиця у Солом'янському районі міста Києва, місцевості Казенні дачі, Грушки. Пролягає від Борщагівської вулиці до вулиці Миколи Василенка.
Прилучаються вулиці Академіка Янгеля, Вадима Гетьмана, Деснянська, Гарматна, Грушецька, а також провулки Ковальський, Оксани Вороніної та Чугуївський . Після перетину з вулицею Миколи Василенка вулиця продовжується Попаснянським провулком.

## Історія
Початковий відрізок вулиці (від Борщагівської до Гарматної вулиці) виник наприкінці XIX століття під назвою 4-та Дачна лінія. 
З 1955 по 2019 рік вулиця мала назву Виборгська, на честь міста Виборг у Російській Федерації. У 2012 році назву було уточнено відповідно до норм українського правопису — Виборзька. Сучасна назва — з листопада 2019 року, на честь українського правозахисника, мовознавця та політв'язня Олекси Тихого.  
Забудова вулиці кінця XIX  — 1-ї третини XX століття майже вся ліквідована у 1970-х роках.

## Установи та заклади
- Дошкільний навчальний заклад № 654 (буд. № 51/53)
- Середня загальноосвітня школа № 229 (буд. № 57)
- Гуртожитки АТ «ПКМЗ» (буд. № 18/20 і № 22)
- Гуртожитки НТУУ «КПІ» (буд. № 1 і № 3)
- Промислова академія Мінпромполітики України (буд. № 91)
- Бібліотека № 15 Солом'янського району (буд. № 34/36)
- Завод електромонтажних виробів АТ «Емко» (буд. № 99)